# Bae Jin-seok
Bae Jin-seok (ur. 16 listopada 1978) – południowokoreański bokser. Uczestniczył w Letnich Igrzyskach Olimpijskich w  2000 roku.  
Wystąpił podczas Letnich Igrzysk Olimpijskich w 2000 roku w Sydney gdzie walczył w kategorii półśredniej. Przegrał w pierwszej walce z reprezentantem Turcji Bülentem Ulusoyem 6:8. 